# Bardo (miasto)

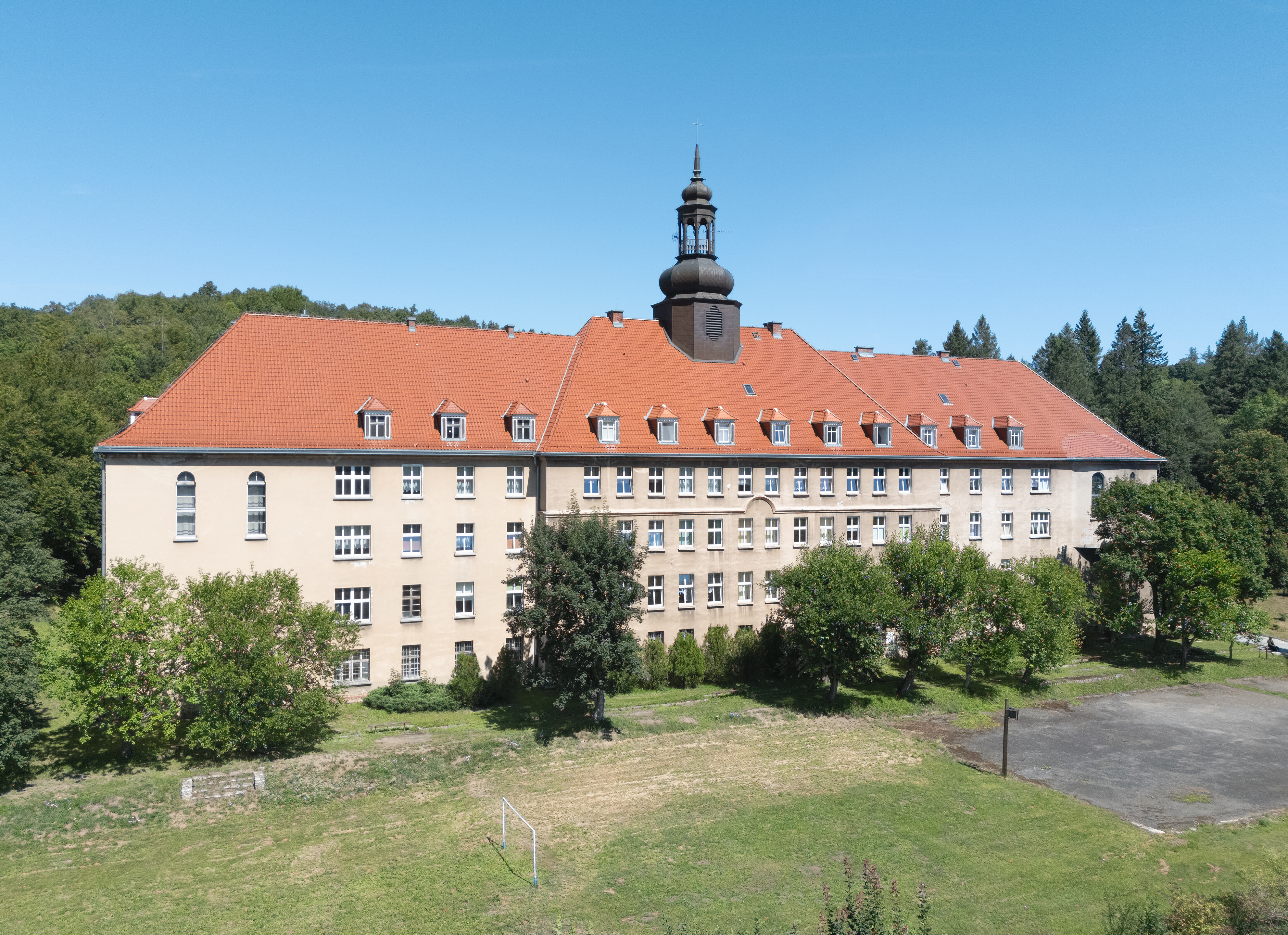
Klasztor marianek w Bardzie

Bardo (niem. Wartha) – miasto w Polsce, w województwie dolnośląskim, w powiecie ząbkowickim, siedziba gminy miejsko-wiejskiej Bardo, położone w Górach Bardzkich nad Nysą Kłodzką.
W tym mieście znajduje fabryka pierników założona w 1842 roku przez Roberta Gerlicha, a następnie prowadzona przez Maxa Prausego.

## Położenie
Bardo leży u północno-wschodniego wylotu doliny Nysy Kłodzkiej, tworzącej malowniczy Przełom Bardzki, na wysokości około 260–320 m n.p.m.

## Przynależność administracyjna
- X wiek–1322 – polski gród graniczny na Śląsku
- 1322 r. – nadanie praw miejskich, znajduje się w granicach księstwa świdnickiego
- 1322–1548 – w granicach księstwa ziębickiego
- 1548–1565 – należało do księstwa legnicko-brzeskiego
- 1565–1742 – w księstwie ziębickim
- 1742–1945 – w Królestwie Pruskim, następnie w Niemczech
  - 1816–1945 – miasto należało do powiatu ząbkowickiego
- od 1945 r. w granicach Polski
  - 1945–1954 – wieś w powiecie ząbkowickim w województwie wrocławskim
  - 1954 – gromada, ale zanim zaczęła funkcjonować zmieniona w osiedle
  - 1954–1969 – osiedle w powiecie ząbkowickim w województwie wrocławskim
  - 1969–1973 – miasto w powiecie ząbkowickim w województwie wrocławskim
  - 1973–1975 – miasto i gmina w powiecie ząbkowickim w województwie wrocławskim
  - 1975–1990 – miasto i gmina w województwie wałbrzyskim
  - 1990–1998 – miasto i gmina w rejonie ząbkowickim w województwie wałbrzyskim
  - od 1999 r. – miasto i gmina w powiecie ząbkowickim w województwie dolnośląskim

## Nazwa
Pierwsza wzmianka o miejscowości w formie Brido pochodzi z 1096 roku, z dzieła Chronica Boemorum autorstwa Kosmasa. Nazwa była później notowana także w formach Barda (1155), Bardau, Berdov (1189), Bardo (1203), Wartha (1234), Bardo (1260), circa Bardam (1263), Warda (1290), Wartha (1318), Wartham (1651–52), Warthe (1743), Warthe (1785), Wartha (1845), Warta niem. Wartha (1893), Byrdo, Wartha (1900), Wartha – Byrdo (1941), Wartha – Bardo, -a, bardzki (1946).
Nazwa pochodzi od prasłowiańskiego *bŕ̥do ‘wzgórze’. W zapisie Brido i jest refleksem miękkości ŕ̥, przed wokalizacją na -ar-. Przy adaptacji nazwy do języka niemieckiego dokonała się wymiana spółgłoski b na w oraz dźwięcznej d na bezdźwięczną t.
Obecna nazwa została administracyjnie zatwierdzona 19 maja 1946.

## Historia
Założone w X w. jako gród obronny w Górach Bardzkich nad przełomem Nysy Kłodzkiej. Gród wymieniony był po raz pierwszy przez kronikarza Kosmasa pod rokiem 1096 jako zniszczony przez czeskiego księcia Brzetysława II. Kosmas opisał to wydarzenia następująco: (...) w tym czasie książę Brzetysław z całym swoim wojskiem, w Polsce, nad brzegiem rzeki zwanej Nysą, po zburzeniu ich [t.j. Polaków] grodu zwanego Bardo, daleko dalej nad tą samą rzeką podobnie zbudował bardzo mocny gród na wysokiej skale, skąd wziął [ów gród] nazwę Kamieniec. (...). Dokument z 1155 potwierdza istnienie tu kasztelanii. O polskości tego terenu świadczy fakt, że kasztelanami bardzkimi byli wyłącznie rycerze polscy (Sobiesław w 1203, Dzierżko-Peregryn w 1223, Bogusław Jarosławowic w 1261, Jan syn Żerzucha w 1269, Jarosław Mroczkowic z Owiesna w 1283), a okoliczne miejscowości w większości już istniały i były zamieszkane przez ludność słowiańską. Gród po czeskim najeździe został odbudowany, o czym świadczą wzmianki z 1155 i 1245. Na terenie grodu istniała już wówczas kaplica, wymieniona po raz pierwszy w 1189 jako przekazana przez biskupa Żyrosława II zakonowi joannitów. W 1203 miejscowość została wspomniana w bulli papieża Innocentego III. W 1210 biskup Wawrzyniec przekazał kościół kanonikom regularnym z Kamieńca. Według tradycji już ok. 1200 szerzył się tutaj kult maryjny, związany z cudowną figurką Matki Boskiej, która jest do dzisiaj największym skarbem Barda. Około 1290 Bardo przestało być kasztelanią, od 1299 było osadą targową, po 1300 otrzymało prawa miejskie. W związku z budową przez Bolka II nowego murowanego zamku na Kalwarii (Góra Bardzka) teren grodu w 1301 kupili cystersi z opactwa w Kazimierzu Ząbkowickim i od tego momentu do 1810 byli właścicielami miejscowości. 
W 1337 Bardo wraz z księstwem ziębickim stało się lennem czeskim i przyjęło nazwę Warta. Od połowy XIV w. Bardo rozwijało się dzięki swojemu położeniu i coraz częściej przyjeżdżającym tutaj pątnikom. Podczas wojen husyckich miasto spłonęło (1425), zniszczone zostały również dwa kościoły. W 1471 zatrzymał się tu w drodze do Pragi Kazimierz Jagiellończyk. 
W XVIII wieku do miasta przybywało ok. 200 tysięcy pątników rocznie. 
W czasie kampanii napoleońskiej w 1807 pod Bardem armia gen. Charles’a Lefebvre’a-Desnouettes’a stoczyła zwycięską bitwę z Prusakami. Wkrótce po tym w okolicy stacjonowało 106 tys. żołnierzy francuskich dowodzonych przez Hieronima Bonapartego, którzy plądrowali miasto i ograbili skarbiec miejski. W 1875 wykuto tunel o długości 364 metrów pod Tunelową Górą i przeprowadzono linię kolejową Wrocław – Kłodzko. W 1889 na granicy miasta i wsi Przyłęk wybudowano papiernię. W 1945 miejscowość znalazła się w granicach Polski i ze względu na niewielki rozmiar utraciła prawa miejskie. Dotychczasową ludność wysiedlono do Niemiec. Bardo uzyskało status osiedla w 1954, w 1969 przywrócono prawa miejskie. Obecne Bardo jest niewielkim letniskiem, specjalizującym się w koloniach dziecięcych oraz ważnym ośrodkiem turystyki. Zlokalizowany jest też tu drobny przemysł papierniczy i meblarski.
22 lipca 1949 roku przy ul. Polnej 10 odsłonięto obelisk upamiętniający gen. K. Świerczewskiego. Po upadku PRL obelisk „zdekomunizowano” demontując tablicę z nazwiskiem generała. Instytut Pamięci Narodowej zaliczył K. Świerczewskiego do grona zbrodniarzy komunistycznych.
Najstarsza część miasta położona jest na lewym brzegu Nysy Kłodzkiej. W 1808 r. w wyniku reorganizacji granic do Barda przyłączono Radkowice, Brune oraz część Przyłęku (ul. Fabryczna).
W latach 1954–1969 należały do niego Opolnica i Dębowina.

## Bardzkie pierniki
W Bardzie znajduje fabryka pierników założona w 1842 roku przez Josepha Gerlicha, następnie prowadzona przez jego syna Roberta Gerlicha, po nim kolejnym właścicielem był siostrzeniec Roberta, Max Prause. Uruchomiona powtórnie 1 sierpnia 2020 roku przez Magdalenę Topolanek i ciesząca się powodzeniem. Od kilku lat turyści kupują pierniki na pamiątkę. W niewielkiej manufakturze powstaje ich około 20 tysięcy miesięcznie. Wiele jest zamawianych z zagranicy: Japonii, Kanady, USA.

## Demografia
Według danych GUS z 1 stycznia 2024 r. miasto liczyło 2309 mieszkańców.

## Zabytki

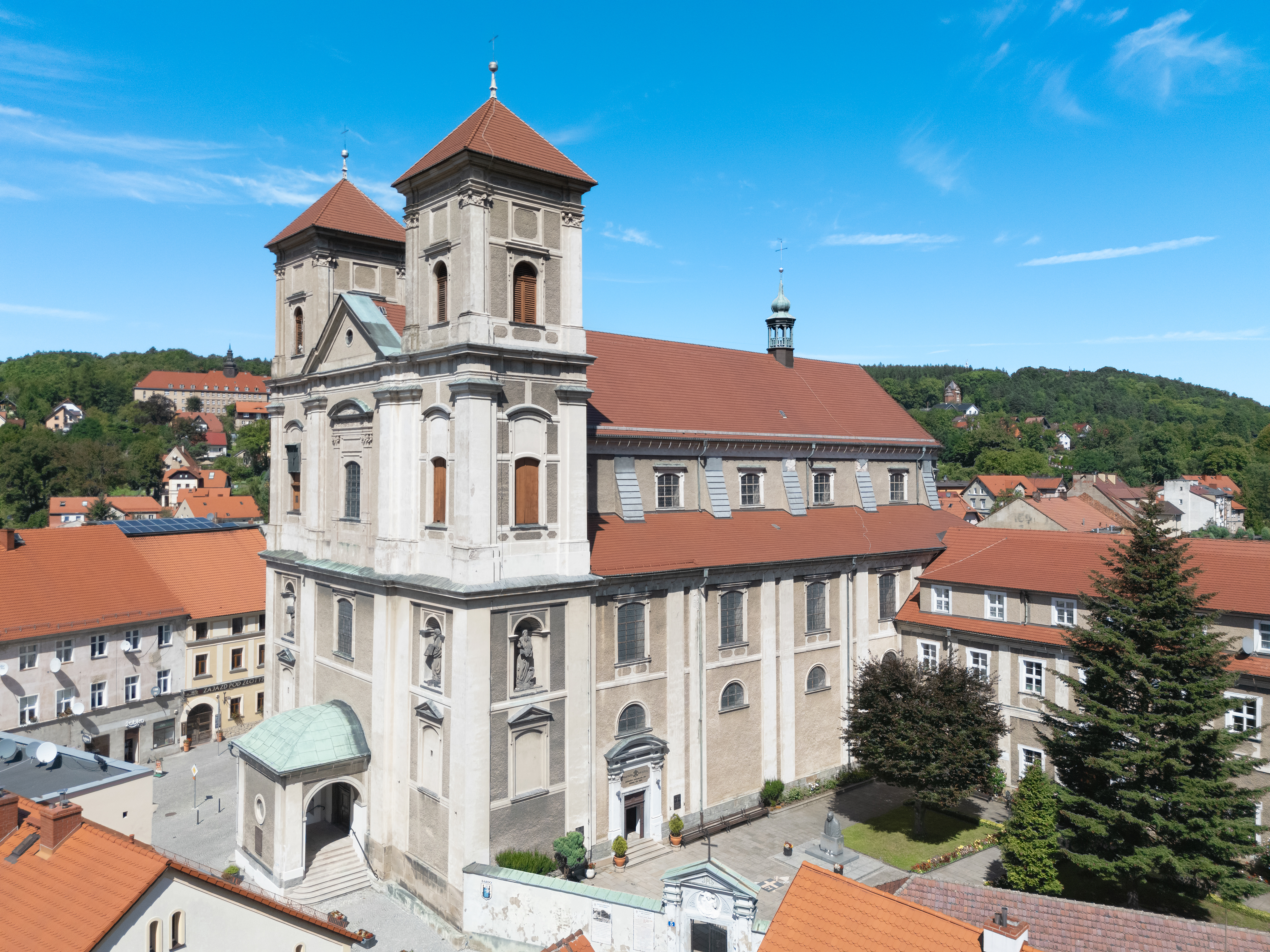
Sanktuarium maryjne bazylika Nawiedzenia Najświętszej Maryi Panny

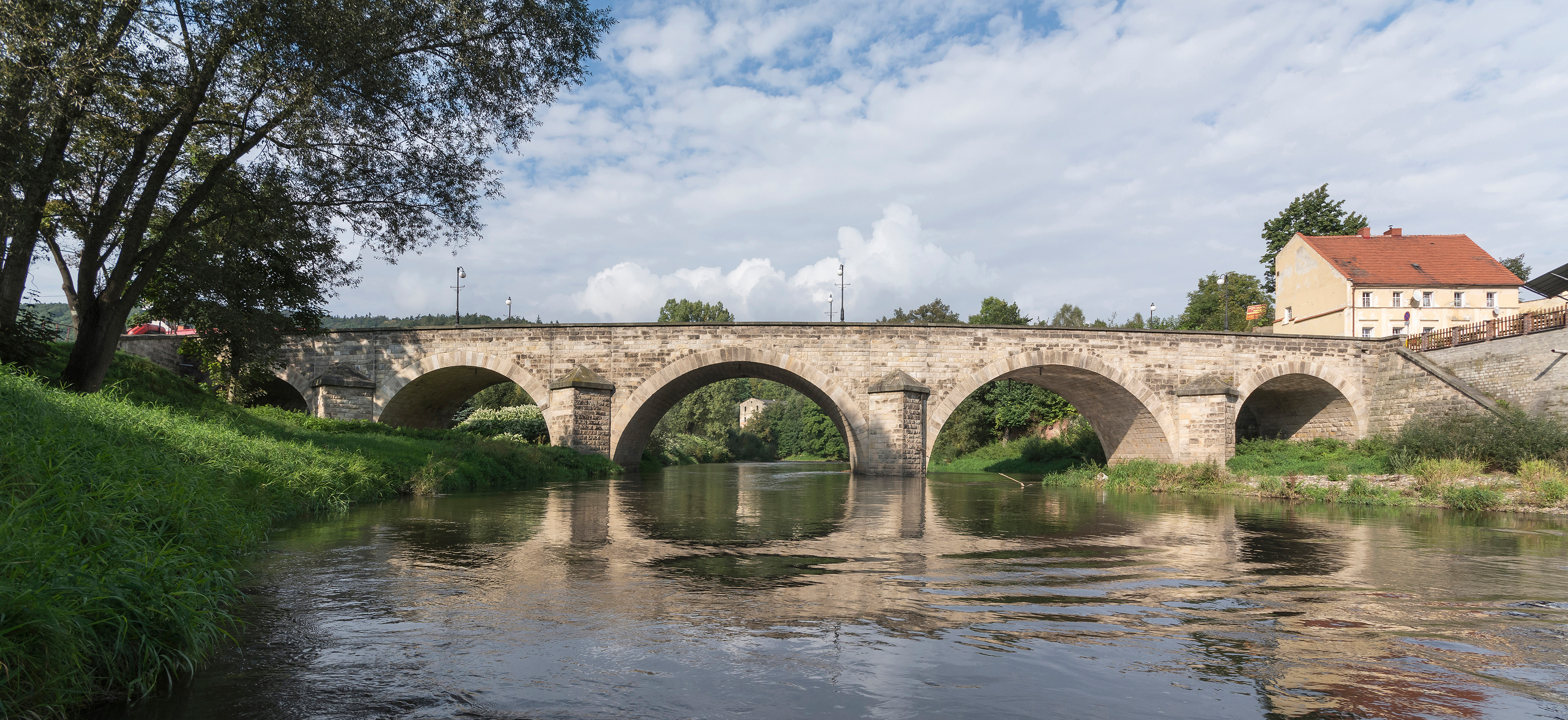
Gotycki most na Nysie Kłodzkiej

Do wojewódzkiego rejestru zabytków wpisane są:
- miasto, obręb Starego Miasta z 1300 r.
- kościół par. pw. Nawiedzenia NMP z XV w., przebudowany w latach 1686–1704 oraz w XVII i XVIII w., teraz barokowa bazylika – sanktuarium maryjne
- plebania, pl. Wolności 5 z lat 1712–1716
- klasztor ss. jadwiżanek, ul. Główna 19 z połowy XVIII w., przebudowany w 1835 r.
- klasztor ss. marianek, ul. 1 Maja 12 z 1935 r.
- klasztor ss. urszulanek, ul. Krakowska 30 z 1916 r.
- zespół kaplic drogi różańcowej na Górze Różańcowej, z lat 1905–1939
- kaplica NMP położona na szczycie Góry Bardzkiej w Górach Bardzkich z XVIII w.
- zespół fortów ziemnych, z 1813 r.: fort nr 3, 4, 6
- ratusz i szkoła parafialna, obecnie dom mieszkalny, pl. Wolności 4 z XVIII w.,, przebudowany w XIX w.
- dawna gospoda „Pod Złotym Lwem”, ul. Główna 4 (d. 21) z XVII w., przebudowana w drugiej połowie XIX w. i w XX w.,
- domy, ul. Główna 6 z 1887 r. i nr 23
- zajazd „Pod Czarnym Niedźwiedziem”, obecnie dom mieszkalny, ul. Główna 25 z XVII w., przebudowany w drugiej połowie XIX w.
- hotel „Pod Gwiazdą”, obecnie dom mieszkalny, ul. Główna 27 z XVII w., przebudowany w drugiej połowie XIX w.
- dom, ul. Główna 31 z XVIII/XIX w.
- park przy pensjonacie, ul. Polna 10 z 1913 r.
- zajazd „Pod Złotym Kubkiem”, obecnie dom mieszkalny, pl. Wolności 4 (dawn. 21), z XVIII w., przebudowany w drugiej połowie XIX w.
- gotycki kamienny most na Nysie Kłodzkiej z 1515 r.

Bardo – Opolnica
- zespół zameczku myśliwskiego, z połowy XIX w., 1884 r.:
  - zameczek
  - dwie oficyny.

## Honorowi obywatele miasta
- ks. bp Ignacy Dec – bp świdnicki od 2004, teolog, uczestnik koronacji Cudownej Figurki Matki Bożej Bardzkiej w 1966.
- Waldy Dzikowski – polityk i samorządowiec, chemik, poseł na Sejm IV, V i VI kadencji.
- o. Stanisław Golec CSsR – proboszcz m.in. w Bardzie i we Wrocławiu. Twórca muzeum klasztornego w Bardzie i Golgoty Wschodu we Wrocławiu.
- ks. kard. Henryk Gulbinowicz – abp metropolita wrocławski w latach 1976–2004, od 2004 abp senior wrocławski, kardynał od 1985, tytuł od 2000[18],  tytuł odebrany pośmiertnie w 2021[19],
- Carl Hamerling i Wiel Rutjens – Holendrzy prowadzący fundację pomocy Polsce i mieszkający w Bardzie Śl.[a]
- o. Michał Reinke CSsR – wieloletni duszpasterz i proboszcz w Bardzie.
- Olga Tokarczuk – polska pisarka, laureatka Nagrody Nobla w dziedzinie literatury, nagrody literackiej Nike. Autorka opowiadania Bardo. Szopka
- o. Roman Wantuch CSsR – jeden z twórców ruchomej bardzkiej szopki, wieloletni duszpasterz i mieszkaniec klasztoru w Bardzie.
- Jerzy Widzyk – poseł na Sejm III kadencji, minister w rządzie J. Buzka, samorządowiec.
- Lech Wierzchowski – prezes zarządu firmy Donako S.A., sponsora Domów Opieki Społecznej Zamek i Oleńka.
- Józef Zych – prawnik, polityk, poseł na Sejm 1989–2015, były marszałek Sejmu.

## Transport
Przez miasto przebiegają:
- droga krajowa nr 8: Kudowa-Zdrój – Budzisko
- linia kolejowa nr 276: Wrocław Główny – Międzylesie, w mieście znajduje się stacja kolejowa Bardo Śląskie

## Miasta partnerskie[20]
- Česká Skalice
- Letohrad
- Przerów
- Týn nad Vltavou
- Keda
- Kędzierzyn-Koźle
- Świdnica
- Tarnowo Podgórne